# Botmeur
Botmeur je francouzská obec v departementu Finistère v Bretani. Bretonský název obce je Boneur, znamenající velké sídlo odvozené od zámku de Botmeur. Leží v přírodním armorickém parku.

## Vývoj počtu obyvatel
Počet obyvatel

## Památky
- kostel Saint Eutrope a Saint Isidore z počátku 20. století, který nahradil kapli ze 16. století

## Rodáci
- François Abgrall - básník